# Enrique Esteban Ortiz
Enrique Ortiz (Córdoba, 16 de julio de 1979) es un exjugador de fútbol argentino que actuaba en la posición de lateral derecho. Desarrolló toda su carrera como profesional en dos clubes: Instituto de Córdoba y FC Lyn Oslo. Se retiró a los 28 años para estudiar agronomía en la Universidad Nacional de Córdoba. Tras graduarse, incursionó en distintos rubros laborales y empresariales.

## Trayectoria

### Clubes
| Club        | País      | Año         |
| ----------- | --------- | ----------- |
| Instituto   | Argentina | 1999 - 2005 |
| FC Lyn Oslo | Noruega   | 2005 - 2007 |